# Sílvia Soler
Sílvia Soler i Guasch (Figueras, 5 de octubre de 1961) es una escritora y periodista española en lengua catalana.
Licenciada en Ciencias de la Información, a lo largo de su trayectoria laboral ha trabajado como redactora en programas de radio y televisión y de colaboradora en diferentes medios de comunicación como Avui, El Punt o Presència.emiliano lópez crack estamos estudiando  
Su obra se ha traducido a múltiples idiomas: inglés, castellano, italiano, japonés, polaco y portugués. Es hermana del periodista y presentador de televisión Toni Soler.

## Obras[2]
Investigación y divulgación
- Àngel Casas Show: anecdotari secret (1993)
- El gust de ser mare  (2004)

Narrativa
- Arriben els ocells de nit (1985)
- Ramblejar (1992)

Novela
- El centre exacte de la nit (1992)
- El son dels volcans (1999)
- L'arbre de Judes (2001)
- Mira'm als ulls (2004)
- 39+1 (2005) (adaptada en formato serie para TV3 en 2014)[4]
- 39+1+1: Enamorar-se és fàcil, si saps com (2007)
- Petons de diumenge (2008)
- Un família fora de sèrie (2010)
- Un creuer fora de sèrie (2011)
- L'estiu que comença (2013)
- Un any i mig (2015)[5]
- Els vells amics (2017)
- El fibló (2019)
- Nosaltres, després (2021)
- Estimada Gris (2023)[6]

## Premios[2]
- Premio Fiter i Rossell 2003 por Mira'm als ulls.
- Premios Literarios de Gerona - Prudenci Bertrana de novela 2008 por Petons de diumenge.
- Premio Ramon Llull de novela 2013 por L'estiu que comença.[3]

| Predecesor: Imma Monsó | Premio Ramon Llull de novela 2013 | Sucesor: Care Santos |